# アポロ級 (スタートレック)
アポロ級（アポロきゅう、Apollo class）はアメリカのSFドラマシリーズ『スタートレック』に登場する宇宙艦隊所属宇宙艦の級名。

## 概要
アポロ級の存在はセリフでの言及や劇中の設定だけで、その姿がはっきりと映像になったことはない。ネビュラ級がギャラクシー級の、ミランダ級がコンスティテューション級の低コスト版であるように、アポロ級はアンバサダー級の構造を簡略化したものだとされる。一方、スタートレックエンサイクロペディア(The Star Trek Encyclopedia)ではトパウ(NSP-17938)がアポロ級とされており、アンバサダー級との関連性が無いことになる。しかしながら他のアポロ級と艦隊登録番号の共通性がないなどの理由から確定的ではない。

### ゲームにおけるアポロ級
2006年のコンピュータゲーム「Star Trek: Legacy」には、宇宙大作戦時代から新スタートレック時代にかけてアポロ級が登場する。その形状は一般に「サラディン級」（Saladin class（en参照））として知られるものと同様、円盤部後方下部に1基のワープナセルがドーサルネックにより接続され、円盤部下部中央にパラボラアンテナ型デフレクター盤が前方向きに付けられた形状である。同ゲームには改修（Refit）型も登場し、それは円盤部後方上下にワープナセルが1基ずつ支柱にて接続された形状である。これらにはU.S.S.エイジャックスやU.S.S.クレメントと共にトパウも含まれるが、改修前後で艦籍番号が異なる（改修前はNCC-1938、改修後はNSP-17938。共に艦名にU.S.S.を冠する）。同様の形状の艦は、1979年のボードゲーム「Star Fleet Battles」（en）に改修前と同型が、それを1999年にコンピュータゲーム化した「Starfleet Command」（en）に改修後と同型がそれぞれ登場するが、両者では「アポロ級」の名は無く、同級の個別艦名も異なる。

## アポロ級艦船一覧
- U.S.S.アガメムノン (U.S.S.Agamemnon, NCC-11638)

2369年、ボーグの攻撃に備えてピカード艦隊に参加した。船名はギリシア神話の登場人物アガメムノーンに由来。
- U.S.S.エイジャックス (U.S.S.Ajax, NCC-11574)

2367年から翌年にかけてのクリンゴン内戦において、ピカード艦隊に参加しデュラス家へ援助物資を運ぼうとするロミュラン船団を阻止した。船名はギリシア神話の登場人物アイアース（大アイアース・小アイアース）に由来。
- U.S.S.クレメント (U.S.S.Clement, NCC-12537)

2370年、U.S.S.エンタープライズDと合流する予定だった船。
- U.S.S.ゲイジ (U.S.S.Gage, NCC-11672)

2367年、ウルフ359の戦いに参加し大破、喪失。

### 不確定
- トパウ (T'Pau, NSP-17938)

バルカン船籍であるため登録番号はNCCから始まるものではない。船名は23世紀のバルカンの政府高官であるトパウから。イギリスのバンドトゥ・パウ(T'Pau)も同じ登場人物の名から命名されたとされる。